# Puente Lafranconi
El Puente Lafranconi (en eslovaco: Most Lafranconi; previamente Most mládeže o "puente de la Juventud") es un puente autopista de concreto en la ciudad de Bratislava, la capital del país europeo de Eslovaquia, que forma parte de la autopista D2. Fue construido entre 1985 y 1991, con su mitad derecha siendo abierta al público en 1990 y el resto en 1992. Posee 766 m de largo (1.134 m, con viaductos de acceso), y tiene una autopista de 30 m de ancho de cuatro carriles. Hay carriles para ciclistas y peatones. Permite cruzar el Danubio.